# An Fosadh
An Fosadh (gaèlic irlandès) o Fossa (anglès) és un poble i parròquia al Comtat de Kerry, Irlanda, al nord dels Llacs de Killarney. La parròquia d'An Fosadh inclou els townlands d'Aghadoe i Coolgarriv. Michael Fassbender (Heidelberg, 1977) va viure a Fossa.